# 에스피리투산토섬
에스피리투산토섬(Espiritu Santo)은 바누아투 뉴헤브리디스 제도에 위치한 섬으로, 바누아투에서 가장 큰 섬이다. 섬 이름은 스페인어로 "성령"을 뜻하며 행정 구역상으로는 산마 주에 속한다.
섬의 주도에 해당하는 곳은 남동부 해안에 위치한 루간빌이다.